# Intento de golpe de Estado de Turquía de 2016
El intento de golpe de Estado de Turquía de 2016 se refiere a una frustrada movilización armada realizada en la noche del 15 al 16 de julio de 2016 por algunas facciones dentro de las Fuerzas Armadas de Turquía con el fin de derrocar al presidente Recep Tayyip Erdoğan. y al Gobierno del primer ministro Binali Yıldırım. La movilización se realizó principalmente en la capital política, Ankara, y en la ciudad de Estambul, capital económica de facto del país.
Aunque los sublevados lograron inicialmente controlar lugares estratégicos, la situación evolucionó rápidamente en las horas siguientes tras un masivo rechazo tanto de la ciudadanía, que salió a protestar en las principales ciudades, como de todos los partidos políticos (incluyendo los de oposición) y la comunidad internacional. Después de varios enfrentamientos callejeros entre civiles y militares y el bombardeo de edificios gubernamentales como la Asamblea Nacional y el Complejo Presidencial, el golpe fracasó.
Durante la tentativa de golpe militar en Turquía, al menos 194 personas murieron y 1154 resultaron heridas. Entre las víctimas se encuentran 41 agentes de policía, 47 civiles y 104 militares golpistas. Se estima que 1.154 personas resultaron heridas , y hubo 2839 militares sublevados. Este fue el quinto golpe organizado por el Ejército turco desde 1923, pero el primero en fracasar.

## Contexto histórico

### Relación entre gobierno y fuerzas armadas
Desde 1960, Turquía ha sufrido diversos golpes de Estado, siendo el último el realizado en 1997 contra el gobierno de Necmettin Erbakan, perteneciente al Partido del Bienestar conservador islámico, al cual pertenecía en ese entonces el alcalde de Estambul, Recep Tayyip Erdoğan. Luego de una serie de gobiernos laicos, Erdoğan asumió el cargo como primer ministro en marzo de 2003 al ganar su partido, Partido de la Justicia y el Desarrollo (AKP), en las elecciones parlamentarias de noviembre de 2002. En 2014, se convirtió en el primer presidente electo directamente por los ciudadanos.
La relación entre el gobierno del AKP y el ejército ha sido compleja desde que dicho partido asumió el poder. Las fuerzas armadas se han considerado históricamente como protectoras del legado laicista de Mustafa Kemal Atatürk, fundador de la República de Turquía, lo que se opone a las ideas islamistas y conservadoras representadas por el AKP, de gran arraigo en el interior del país.
En múltiples ocasiones, el gobierno de Erdoğan y el AKP mencionaron la existencia de conspiraciones ideadas por la oposición y parte de las fuerzas armadas para ejecutar un golpe de Estado. Estas se remontan al año 2003 con la supuesta Operación Mazo II (Balyoz Harekâtı en turco), en la que fuerzas opositoras harían detonar bombas en dos mezquitas de Estambul para justificar un golpe de Estado en medio del caos resultante; aunque 236 personas fueron procesadas por ese supuesto complot, en 2015 fueron todas liberadas por la justicia turca por falta de pruebas. En 2008, un nuevo caso fue llevado ante la justicia sobre la supuesta existencia de una organización conspirativa llamada Red Ergenekon y que terminó con 265 personas en prisión por traición, incluyendo varios altos oficiales del Ejército como İlker Başbuğ, jefe del Estado Mayor. Sin embargo, todos ellos fueron liberados en abril de 2016 luego de que la Corte Suprema anulara el juicio por falta de pruebas.

### Crisis política y terrorismo
El gobierno de Erdoğan ha sido acusado en diversas ocasiones de avanzar hacia la concentración del poder político en el país en sus manos. En 2007, una reforma constitucional promovida por Erdoğan como primer ministro y aprobada por referendo estableció la elección directa del cargo de presidente de Turquía (antes elegido a través del parlamento). En los primeros comicios presidenciales, realizados en 2014, Erdoğan resultó ganador con un 51,79 % de los votos y manifestó su interés de ejercer una presidencia activa y no simplemente ceremonial, como era hasta ese entonces. También manifestó su abierto interés por una nueva reforma constitucional que convirtiera a Turquía en una república presidencialista. Esto fue rechazado no solo por la oposición, sino también por miembros de su propio partido: en abril de 2016 se filtraron los llamados «Archivos Pelícano» donde se manifestaban una serie de diferencias entre Erdoğan y el primer ministro Ahmet Davutoğlu, incluyendo su rechazo al presidencialismo. El 4 de mayo finalmente Davutoğlu anunció que no continuaría como líder del partido, dando paso a Binali Yıldırım como nuevo primer ministro, en un movimiento que muchos interpretaron como el fin del último escollo para los planes de Erdogan.
Junto con la concentración del poder, diversos políticos han manifestado inquietud por un creciente autoritarismo de parte del gobierno turco. Este se habría reflejado en la represión contra los manifestantes en las protestas del parque Gezi (2013), el bloqueo de redes sociales o el cierre de medios de comunicación de oposición (como el popular periódico Zaman). Junto con ello, una serie de escándalos de corrupción estallaron contra el gobierno, acusando incluso a la familia de Erdoğan. Dichas acusaciones fueron consideradas por el gobierno como parte de una conspiración liderada por el religioso Fethullah Gülen, antiguo aliado de Erdoğan. Gülen y su movimiento fueron catalogados como terroristas por parte del gobierno, debiendo partir al exilio en Estados Unidos.
En paralelo a los problemas políticos, las repercusiones de la Primavera Árabe han impactado directamente en Turquía. El conflicto iraquí y la guerra civil en Siria, dos de los vecinos de Turquía, produjeron una masiva ola de refugiados hacia el país, con el fin de migrar hacia Europa y otros destinos. A ello se sumó el surgimiento del Estado Islámico y una oleada de atentados terroristas en Turquía entre 2015 y 2016. Apenas 17 días antes del intento de golpe militar, se produjo un atentado en el Aeropuerto Internacional Atatürk, que dejó un total de 45 personas fallecidas. A ello se sumó el rebrote del conflicto kurdo a través de una serie de incursiones militares por parte del Ejército turco en la zona sudeste del país y enfrentamientos con el Partido de los Trabajadores de Kurdistán (PKK). Muchas de las campañas militares han sido catalogadas como violaciones a los derechos humanos de la minoría étnica kurda.
El 13 de julio, menos de dos días antes del lanzamiento del golpe de Estado, Erdogan firmó un proyecto de ley que da soldados turcos inmunidad judicial mientras participen en operaciones de seguridad interna. El proyecto de ley de inmunidad fue visto como parte de la distensión entre el gobierno y las Fuerzas Armadas, mientras que las últimas operaciones internas fueron entre la policías y las unidades paramilitares en los territorios kurdos.

## Acontecimientos

### Primeros movimientos
Cerca de las 23:00 del viernes 15 de julio de 2016, se publicaron los primeros reportes de movimientos de tropas del Ejército. Según los reportes, tanques y aviones militares se desplegaron en Ankara, la capital del país. Diversos edificios de importancia política, como la Asamblea Nacional y la sede del AKP, fueron asediados. En varios lugares se registraron tiroteos y disparos desde helicópteros. En Gölbaşı, a las afueras de la capital, la sede de las fuerzas especiales de la policía fue atacada por helicópteros de combate, mientras la sede de Türksat (compañía nacional de comunicaciones satelitales) fue invadida, dejando dos guardias de seguridad fallecidos.
En Estambul, la principal ciudad, se cerraron el puente del Bósforo y el puente de Fatih Sultan Mehmet, que conectan las regiones asiáticas y europeas de la ciudad, y los militares ocuparon la central plaza Taksim, indicando a la gente que volviera a sus casas. El Aeropuerto Internacional Atatürk fue tomado rápidamente, mientras los vuelos fueron cancelados. En tanto, se dio a conocer que el jefe del Estado Mayor, Hulusi Akar, fue tomado como rehén por parte de los golpistas. Las redes sociales como Twitter, Facebook o YouTube fueron bloqueadas en todo el país.

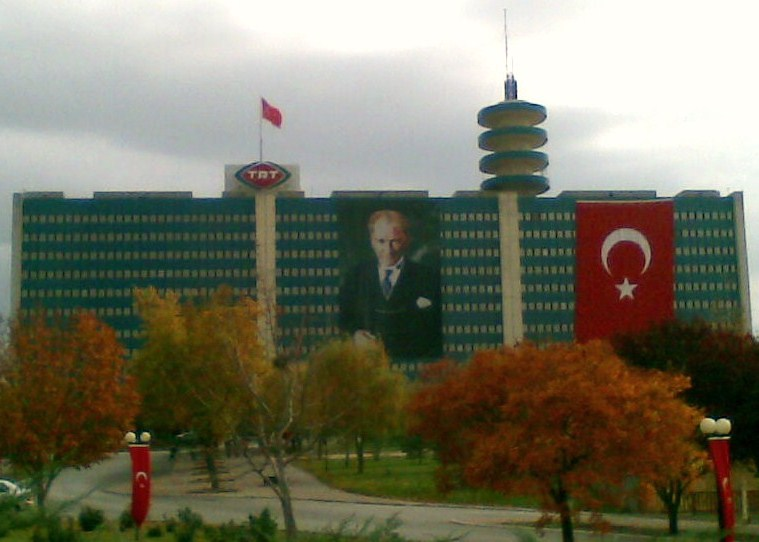
Sede central de la Corporación Turca de Radio y Televisión (TRT) en Ankara, ocupada por los golpistas.

El primer ministro Binali Yıldırım declaró que había una revuelta por parte de algunos grupos militares que intentaba derrocar al gobierno legítimo, pero que este aún se mantenía en el poder. Aproximadamente a la 0:02 del día 16, la televisión estatal Türkiye Radyo Televizyon Kurumu (TRT) fue tomada por efectivos del Ejército y la conductora Tijen Karaş fue forzada a leer públicamente un comunicado. En dicho comunicado, los golpistas aseguraban haber formado un “consejo de la paz” que estaría a cargo del país. También se anunció a la población el establecimiento del toque de queda, tras lo cual TRT cerró sus transmisiones.

Las Fuerzas Armadas de Turquía han tomado completamente la administración del país para reinstaurar el orden constitucional, los derechos humanos, las libertades, el estado de derecho y la seguridad general que estaba dañada. (...)  No permitiremos que el orden público se altere en Turquía. Se impone un toque de queda en el país hasta nueva orden.
Declaración del grupo golpista por TRT, 15 de julio de 2016

### Respuesta gubernamental y ciudadana
El presidente Erdoğan se encontraba en la localidad de Marmaris, pasando sus vacaciones, cuando se inició la revuelta. Según registros aéreos, cerca de las 23:47 del día 15, el avión presidencial despegó del aeropuerto de Dalaman. Sin embargo, producto de los enfrentamientos en el aeropuerto de Atatürk y la incapacidad de asegurar el aterrizaje exitoso, el avión debió mantenerse en vuelo sobre la localidad de Biga, en la costa sur del mar de Mármara, por unas horas adicionales.
A la 1:00 aproximadamente, el presidente Erdoğan tomó contacto con la cadena CNN Türk. A través de FaceTime, el gobernante señaló que el golpe no sería exitoso y llamó a sus seguidores a salir a las calles y oponerse a los rebeldes. Tras su declaración, se registraron varias protestas y enfrentamientos en las principales ciudades. En ese contexto se registraron varios disparos en el puente del Bósforo contra civiles, al igual que en otros puntos de Ankara y Estambul.
La presidencia acusó al movimiento de Fethullah Gülen como el instigador del golpe. Sin embargo, instituciones cercanas a Gülen rechazaron abiertamente la rebelión. De igual forma, todos los partidos políticos de oposición —el Partido Republicano del Pueblo (CHP), el Partido Democrático de los Pueblos (HDP) y el Partido de Acción Nacionalista (MHP)— se declararon contrarios al movimiento golpista. Por su parte, hacia la 1:05 Mustafa Akıncı, presidente de la República Turca del Norte de Chipre, afirmó que los comandantes del ejército turco desplegados en la isla permanecían leales al gobierno turco.

### Enfrentamientos armados

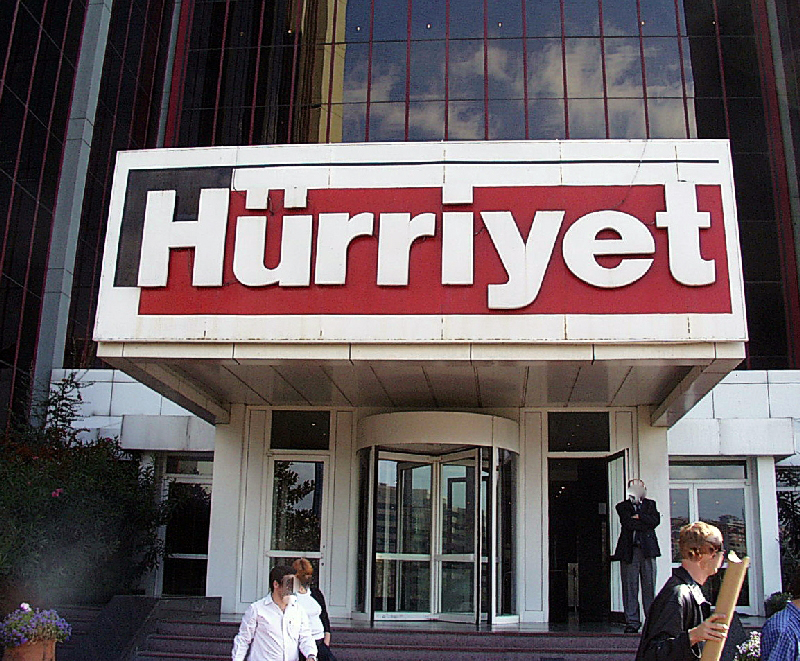
Entrada principal de la sede central de Hürriyet, en Bağcılar, Estambul.

En las horas siguientes, los sublevados mantuvieron los ataques, aunque comenzó a surgir evidencia de que no tenían el control completo del Ejército ni del país. A partir de las 1:00, las tropas en el aeropuerto de Atatürk comenzaron a retirarse. En Ankara, fuerzas leales al gobierno comenzaron una operación para neutralizar a las fuerzas sublevadas, logrando un avión F-16 derribar un helicóptero con rebeldes.
En el edificio de la Asamblea Nacional, tanques y helicópteros abrieron fuego pasadas las 3:00 de la madrugada. A las 3:23, fuertes explosiones se registraron en el edificio parlamentario. En tanto, tropas rebeldes ingresaron a las dependencias de CNN Türk y el diario Hürriyet, las que mantuvieron ocupadas cerca de una hora, y en Marmaris varios grupos militares atacaron el hotel donde había estado alojado el presidente.
Pese a estas acciones, los enfrentamientos fueron disminuyendo con el paso de los minutos. Varios medios oficiales informaron que la policía había detenido a algunos oficiales sublevados y pedían al resto entregarse a las autoridades. Durante la madrugada, la agencia de inteligencia turca (MIT) dio por fracasado el alzamiento. El general Akar fue también liberado de su reclusión.

### Fin de la sublevación
Tras asegurar el aeropuerto de Atatürk, el avión de Erdoğan aterrizó a las 3:20. Cerca de las 4:00, el presidente dio declaraciones dentro del aeropuerto para luego aparecer formalmente en televisión cerca de las 6:00. En sus declaraciones, el presidente anunció que los instigadores del golpe pagarían un “alto precio” por su “traición”, y culpó de la rebelión a «los de Pensilvania», en referencia al lugar donde está exiliado Gülen. Erdoğan también indicó que el golpe había sido “un regalo de Dios” que permitiría “limpiar” a las Fuerzas Armadas.
Aunque al amanecer se mantenían algunos enfrentamientos, la mayoría de los sublevados se rindieron. En las primeras horas de la mañana, se anunció que 754 militares habían sido detenidos por las fuerzas policiales, incluyendo una veintena de coroneles y cinco generales; dicha cifra subiría en las horas siguientes a más de 1500 detenidos. Los rebeldes que ocuparon el puente del Bósforo se rindieron en la mañana, siendo muchos de ellos linchados por los manifestantes civiles que estaban allí; según algunos reportes, cuatro soldados habrían sido ejecutados por la turba.
A las 11:50 de la mañana, un helicóptero Black Hawk con siete militares turcos y un civil aterrizó ilegalmente en el aeropuerto Dimokritos de Alejandrópolis, Grecia. Los tripulantes solicitaron asilo a las autoridades griegas, quienes los detuvieron. Las autoridades turcas solicitaron la extradición de los tripulantes, tras lo cual Grecia anunció que seguirían todos los protocolos internacionales y que tomarían en consideración las graves acusaciones.

## Implicados

### Autores

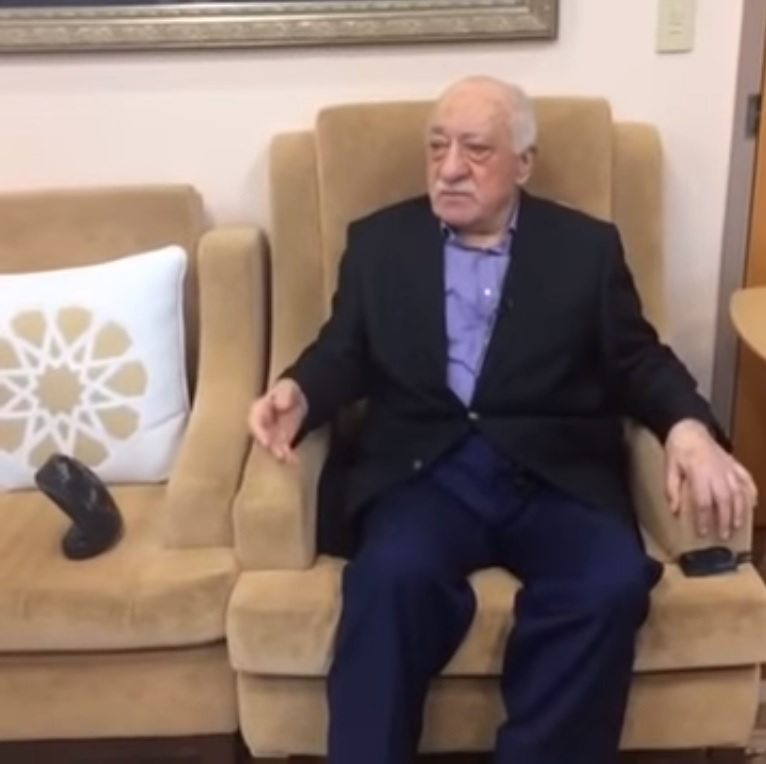
Fethullah Gülen, líder del Movimiento Hizmet, cerebro de las acciones, según el gobierno turco.

Durante las primeras horas de la movilización, ningún oficial o político se manifestó como líder o responsable de las acciones. Pese a ello, el gobierno turco manifestó desde un comienzo que el responsable de la situación era el clérigo Fethullah Gülen, líder del Movimiento Hizmet y quien habría instigado el golpe desde su exilio en Saylorsburg, Pensilvania, Estados Unidos. Sin embargo, a través de la organización Alliance for Shared Values, Gülen rechazó el involucramiento en el golpe.

Por más de 40 años, Fethullah Gulen y los seguidores Hizmet han promovido y manifestado su dedicación a la paz y la democracia. Hemos consistentemente denunciado las intervenciones militares en la política interna. Esos son valores fundamentales de los seguidores Hizmet. Denunciamos cualquier intervención militar en la política interior de Turquía (...) Comentarios realizados por círculos pro-Erdogan sobre el movimiento son altamente irresponsables.
Alliance for Shared Values, 15 de julio de 2016

En una entrevista realizada por Gülen a varios medios de prensa, el clérigo acusó a Erdoğan como posible responsable, el cual habría montado una operación de bandera falsa que le permitiera aumentar la persecución contra los seguidores gülenistas.
La agencia gubernamental Anadolu indicó inicialmente al coronel Muharrem Köse como el líder de la revuelta. El coronel, que se desempeñó previamente como asesor del Jefe del Estado Mayor, fue dado de baja deshonrosamente en marzo de 2016 por sus supuesta alianza con Gülen. Köse habría sido apoyado por los coroneles Mehmet Oğuz Akkuş y Erkan Ağın, y el mayor Doğan Uysal.
Con los primeros arrestos en la mañana, surgieron nuevos nombres de supuestos involucrados. En los medios turcos, se mencionó al general Akın Öztürk, antiguo comandante de la fuerza aérea y miembro del Consejo Militar Supremo, y el teniente general Metin İyidil, comandante del grupo de combate y apoyo del Ejército. Dentro de los arrestados también estuvo Adem Huduti, comandante del 2.º Batallón del Ejército, siendo el oficial activo de más alto rango detenido.

### Víctimas
Al mediodía del 16 de julio (aproximadamente 12 horas después del inicio de los enfrentamientos), las autoridades turcas cifraron en 265 fallecidos producto de la revuelta. El primer ministro Yıldırım mencionó que 161 personas habían sido mártires (incluyendo civiles, policías y militares leales) y 104 sublevados. El número de fallecidos siguió subiendo finalmente hasta 290 fallecidos.
El número de heridos superó los 1440.

## Reacciones

### Reacciones internacionales
El golpe de Estado en Turquía fue respondido con rechazo por todos los miembros de la comunidad internacional, quienes a través de diferentes comunicados manifestaron la relevancia de proteger la democracia y evitar un conflicto armado con la sociedad civil.
- Naciones Unidas: un portavoz afirmó que el secretario general Ban Ki-moon había hecho una llamada para la calma y que «seguía de cerca los acontecimientos».[61]
- OTAN: el secretario general Jens Stoltenberg afirmó que Turquía «es un apreciado aliado» e hizo un llamamiento para «la calma y la mesura y el más absoluto respeto por las instituciones democráticas» del país.[61]

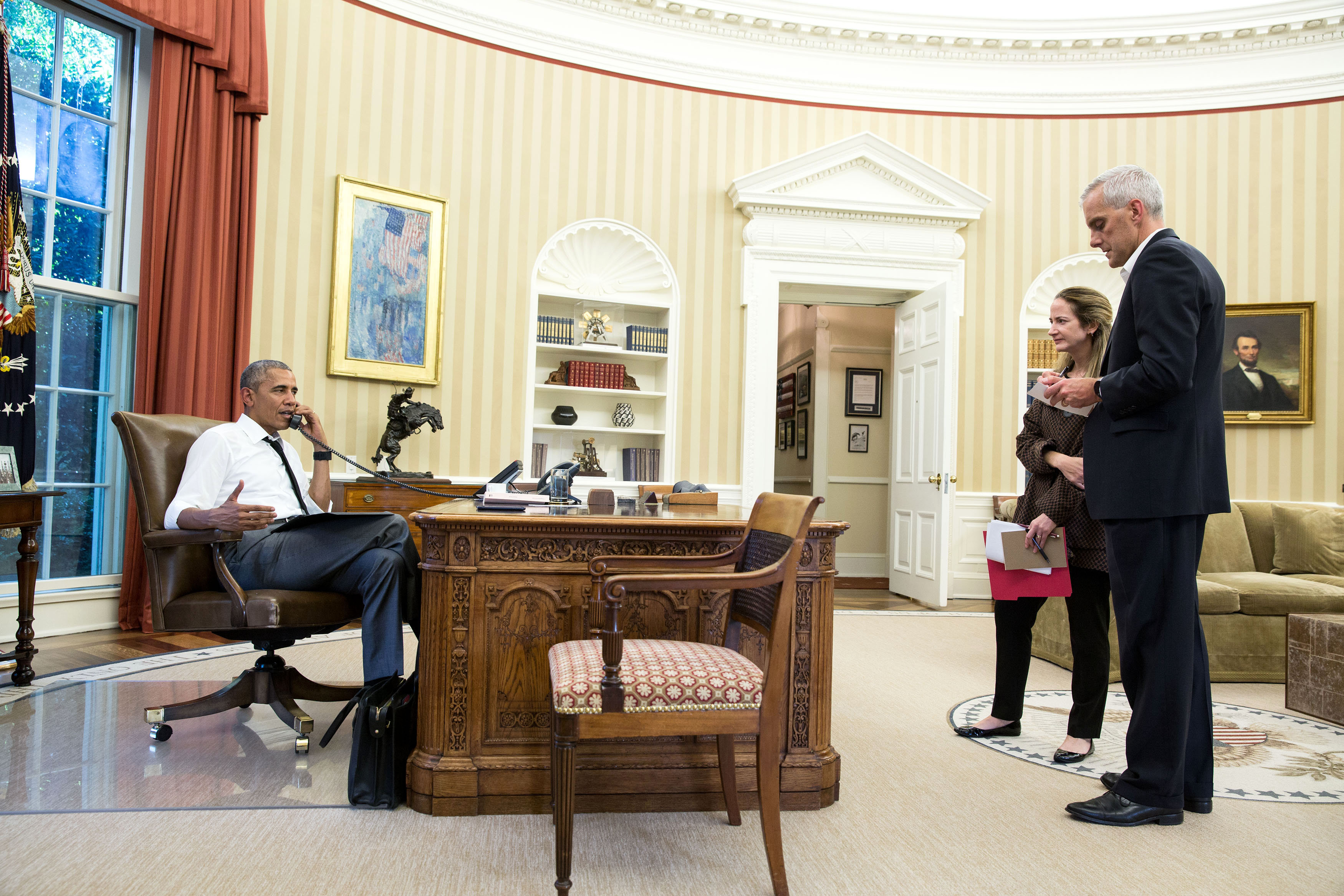
El presidente de Estados Unidos, Barack Obama, en el Despacho Oval, hablando por teléfono en relación con la situación en Turquía.

- Estados Unidos: La Casa Blanca afirmó que Barack Obama y el ministro de Asuntos Exteriores John Kerry estaban de acuerdo en que todos los partidos políticos de Turquía deberían apoyar al gobierno «democráticamente elegido» e instaban a todos a «mostrar mesura y evitar toda manifestación de violencia o derrame de sangre». Por su parte, Kerry afirmaba haber estado en contacto con su homólogo turco y que le había trasladado su «apoyo total al gobierno civil de Turquía democráticamente elegido y sus instituciones democráticas» y que «los Estados Unidos seguían el desarrollo de los acontecimientos en Turquía con gran preocupación».[61]
- Reino Unido: el ministro de Asuntos Exteriores Boris Johnson afirmó estar «muy preocupado por los acontecimientos de Turquía».[61]
- Rusia: el ministro de Asuntos Exteriores Serguéi Lavrov señaló la importancia de evitar el derrame de sangre y que «todo asunto debería ser resuelto en el marco constitucional».[61]
- Unión Europea: la alta representante para Asuntos Exteriores Federica Mogherini afirmó estar en contacto permanente con las delegaciones de la UE en Ankara y Bruselas, e hizo un llamamiento para «la mesura y el respeto por las instituciones democráticas».[61]

### Reacción local
El fracaso del golpe dio origen a una fuerte arremetida del gobierno en el Ejército, donde más de 2 800 militares fueron detenidos por su conexión con el golpe, incluyendo 34 generales y almirantes.
El Consejo Supremo de Jueces (HSYK) anunció el 16 de julio que 2 745 jueces turcos serían removidos de su cargo tras el golpe, de los cuales 541 estaban en causas administrativas y 2204 en causas criminales. Esto representó a un 36% del total de jueces existentes en el país. Además, 5 miembros del HSYK fueron desplazados y 10 miembros del Consejo de Estado fueron arrestados. 140 miembros de la Corte de Apelaciones fueron arrestados. Yasemin Özata Çetinkaya, la gobernadora de la Provincia de Sinope fue removida de su cargo, debido a la conexión de su marido, un coronel del Ejército, con el golpe.
Grandes manifestaciones de seguidores de Erdoğan se registraron en las principales ciudades de Turquía, celebrando la derrota de los golpistas. Dentro de las peticiones de los manifestantes está la reinstauración de la pena de muerte en Turquía y la aplicación en los líderes de la sublevación. Erdoğan, quien en 2004 derogó la pena capital, manifestó que la reinstauración será tratada por los parlamentarios.